# Znětínek
Znětínek (deutsch Snietinek, Znettinek) ist eine Gemeinde in Okres Žďár nad Sázavou in der Region Vysočina der Tschechischen Republik.
Die Gemeinde umfasst eine Fläche von 4,30 Quadratkilometern und hat eine Bevölkerung von 207 Einwohnern.

## Sehenswürdigkeiten
Im Dorf steht die Kapelle St. Joseph. Sie stammt aus dem Jahr 1875 mit einem Turm und bunten Glasfenstern. Vor ihr steht ein Marmor-Kreuz, das  an 17 Gefallenen aus dem Zweiten Weltkrieg erinnert. Im Dorf und in seiner Umgebung stehen mehrere Kreuzen, eines innerhalb des Dorfes erinnert an den gefallenen Frantisek Dvorak (1891–1915).
Bei Znětínek wurden Turmalin, Rauchquarz – einer kam in das Wiener Hof-Museum – und andere Schmucksteine gefunden.